# 邦尼湖 (華盛頓州)
邦尼胡（Bonney Lake）位於美國華盛頓州皮爾斯郡，美國2010年人口普查時，此市的人口為17,374人。

## 外部連結
- City of Bonney Lake （页面存档备份，存于）
- Bonney Lake Chamber of Commerce （页面存档备份，存于）
- Bonney Lake & Sumner Courier-Herald - Current articles